# شگفت‌اختر

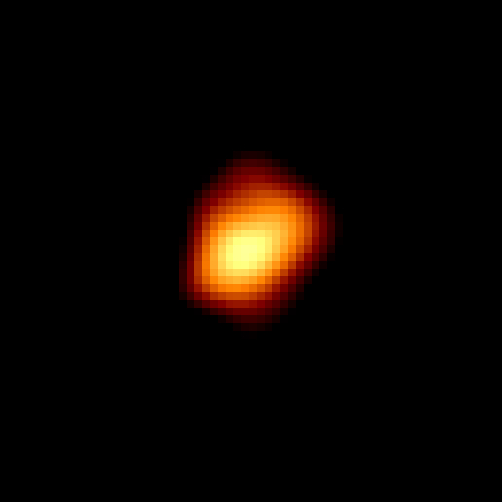
شگفت‌اختر.

شگفت‌اختر (نام‌های دیگر: میرا، اعجوبه، اومیکرون نهنگ) ستاره‌ای است در صورت فلکی نهنگ.
شگفت‌اختر ستارهٔ سرخ‌رنگی است که درخشندگی متغیری دارد. شش ماه از سال در یک زمان ثابت با چشم برهنه دیده می‌شود، سپس از نظر ناپدید می‌شود.
شگفت‌اختر پرنورترین و جذابترین متغیر بلنددوره آسمان است. دوره تناوب این متغیر تقریباً ۳۳۲ روز و تغییرات درخشندگی آن از قدر ۲ تا ۱۰.۱ است. تغییرات درخشندگی شگفت‌اختر ثابت نیست و بین دوره‌های مختلف آن اختلافاتی وجود دارد.
بررسی‌های تاریخی نشان می‌دهد که ابرخس در ۱۴۳ سال پیش از میلاد، رصدگران چینی در ۱۰۷۰ م. و احتمالاً رصدگران کره‌ای در سال ۱۵۹۲ این ستاره را مشاهده کرده‌اند.

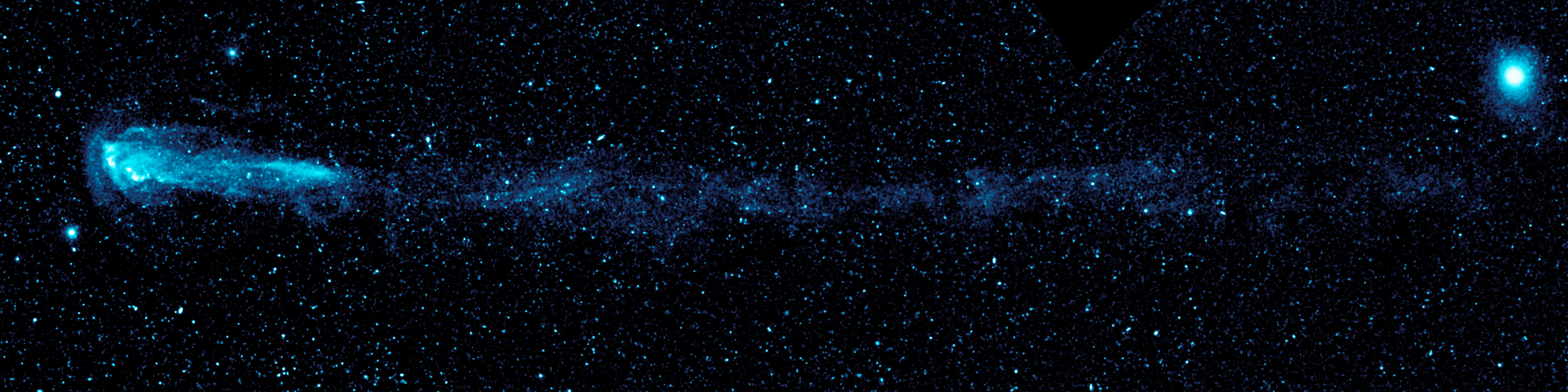
تصویر فرابنفش از شگفت‌اختر که دنبالهٔ گازی و شهاب‌مانند آن را طی ۱۳ سال نوری نشان می‌دهد.

تغییرپذیری ستاره میرا یا اُمیکرون قیطس (Mira / Omicron Ceti) – که به‌جز احتمالاً ستاره الغول (Algol)، شناخته‌شده‌ترین ستاره متغیر است، اخیراً مورد رصد قرار گرفته و خلاصه‌ای از این مشاهدات در مجله نیچر آمده است. تغییرات این ستاره نامنظم است، هم از نظر دوره تناوب و هم قدر بیشینه و کمینه. در بیشینه‌ی اخیر خود که در ژانویه گذشته رخ داد، قدر آن فقط به ۴٫۲ رسید، در حالی که در سال‌های ۱۹۱۰، ۱۹۱۱ و ۱۹۱۴ این مقدار به ترتیب ۳٫۳، ۳٫۵ و ۳٫۶ بود. در درخشان‌ترین وضعیت، قدر آن تا ۱٫۲ نیز برآورد شده است. حداقل روشنایی آن بین ۸٫۰ تا ۹٫۵ متغیر است. احتمال داده می‌شود که این تغییرات جزئی، خود نیز دوره‌ای باشند.